# Diskus
Diskus (znanstveno ime Symphysodon) je rod rib, ki sodijo med najbolj cenjene ribe sladkovodnih akvarijev. Spada v družino ostrižnikov (Cichlidae), ki naseljujejo sladke vode Srednje in Južne Amerike, Afrike in Indije. Diskus je južnoameriški ostrižnik, v naravi živi v pritokih in mrtvih rokavih in jezerih Amazonke, te veličastne, najbolj bogate reke na svetu.

## Vrste diskusov
Diskusi so razdeljene na dve vrsti:
- Symphysodon aequifasciatus in
- Symphysodon discus.

Obe vrsti sta karakterizirani po njuni diskoidni obliki, močno stisnjenem telesu, ki je podoben krožniku, s poudarkom na dolgih in zavitih hrbtnih in analnih plavutih. Symphysodon aequifasciatus ima devet vertikalnih prog enake intenzitete - eno na glavi, preko oči, eno na repnem korenu in sedem enakomerno porazdeljenih po telesu (aequifasciatus namreč pomeni enakomerni trakovi - proge).
Pri S. discus-u so poudarjene le na glavi, repnem korenu in sredinska na boku. To služi kot dobra varovalna zaščita S. discus-a (Kullander 1986).

## Klasifikacija diskusov
- Symphysodon aequifasciatus aequifasciatus, zeleni diskus znan po njegovi svetlo zeleni barvi se razlikuje po vedno vidni plašnici, ki mu poteka čez oči.
- Symphysodon aequifasciatus haraldi, modri diskus je znan po mavrično modrih vzorcih (žilah), ki potekajo po svetlo rjavi osnovni barvi telesa, ki ima prav tako vedno vidno plašnico čez oči.
- Symphysodon aequifasciatus axelrodi, rjavi diskus ki ima nekaj modrega vzorca le na glavi in analni plavuti, z manj vzorca okrog očesnega predela od ostalih dveh podvrst (Schultz 1960). Burgess(1981) je objavil barvne fotografije holotipa te podvrste (fotografije mu je poslal fotograf, Herbert R. Axelrod), ki jih je očitno uporabi Shultz za opis njegovih treh podvrst. Holotip je posamezen primerek iz katerega opis vrste izvira. Holotip imena ene vrste ali podvrstne skupine je edini primerek ali slika katero je avtor uporabil ali odredil kot nomenklaturni tip.

## Naravno prebivališče
Diskuse najdemo v mirnih predelih majhnih, črnovodnih rek in jezer in globokih tolmunih. Običajno se nahajajo v manjških skupinah okrog potopljenih, podrtih dreves, razpadajočem lesu in rastlinstvu ter vodnih rastlin. V dnevnem času se najraje zadržujejo v senčnih predelih. 
Voda je tam običajno zelo čista, z zelo malo oziroma popolnoma brez polutantov. Diskusi so raztreseni prostrano po amazonskem porečju. Voda v njihovem naravnem habitatu je kisla do rahlo bazična, od pH 3,7 - 7,2; in zelo mehka od 0 - 3 dH.
Diskuse najdemo v toplih vodah s temperaturo med 25 °C in 32 °C. Najdemo jih tudi v sezonsko potopljenih predelih okrog rek, ki spadajo v sistem Amazonke. Nahajajo se v kompletnem amazonskem porečju od Rio Putumayo v Peruju do izliva v Atlantski ocean.
Zeleni diskus je najbolj pogosto naseljen v jezeru in reki Tefe in reki Japura. Največ modrih diskusov prihaja iz reke Purus in Manacapuru. Večina rjavih diskusov se danes nahaja v vodah okrog Santarema, Alenquerja, reke Tocantins, Xingu, Madeira in Tapajos.